# Dutch Game Awards
De Dutch Game Awards is een jaarlijks gehouden evenement in Nederland met prijsuitreikingen voor de beste Nederlandse computerspellen.

## Achtergrond
Het evenement startte in 2007 en werd tien jaar lang georganiseerd door technologiebedrijf ImproVive. Na een afwezigheid van drie jaar werd in 2021 de Dutch Game Awards weer jaarlijks gehouden, ditmaal onder leiding van de Dutch Games Association.
De prijzen worden uitgereikt in negen verschillende categorieën: Best Game, Best Innovation, Best Student Game, Best Debut Game, Best Audio, Best Art, Best Technology, Best Game Design en Best Applied Game. Daarnaast worden er nog vier extra prijzen uitgereikt in de categorie Special Awards. Genomineerden en winnaars worden door een vakjury uit de computerspelindustrie gekozen.
De prijzen worden uitgereikt bij het Nederlands Instituut voor Beeld en Geluid in Hilversum. Naast een fysiek evenement wordt het evenement ook uitgezonden als livestream.

## Winnaars
| Jaar | Beste game             | Spelstudio      |
| ---- | ---------------------- | --------------- |
| 2021 | Good Job!              | Paladin Studios |
| 2022 | Horizon Forbidden West | Guerrilla Games |
| 2023 | Age of Wonders 4       | Triumph Studios |
| 2024 | News Tower             | Sparrow Night   |